# Diego Ripoll
Diego Mariano Ripoll -más conocido como Diego Ripoll- (Ramos Mejía, 13 de enero de 1974) es un reconocido locutor y presentador argentino.
Actualmente conduce En una en Nacional Rock y presta su voz para distintos proyectos audiovisuales.

## Biografía

### Inicios
Comenzó su carrera en la radio, al aire en estaciones alternativas o barriales de baja potencia de la zona oeste de Gran Buenos Aires. Se graduó en 1997 del instituto CoSal como locutor y a partir de entonces pasó por emisoras como Energy FM 101.1, Radio Del Plata, Radio City FM 95.1, Radio Buenos Aires y La Rocka FM 106.3.

### Consagración
Logró el reconocimiento a principios de la década de 2000, acompañando a Fernando Peña y a Matías Martin en diferentes producciones.

## Trayectoria

### Radio
Radio City FM 95.1
- El Monitor de la City

Metro 95.1
- Después de todo
- El Parquímetro
- Smowing
- Mondo Bit
- Basta de Todo

Rock & Pop
- Cucuruchos en la frente[2]
- Último Bondi[3]

Kabul FM 107.9
- Lima[4]

Mega 98.3
- Dale[5]

Nacional Rock
- Hola qué tal[6]
- En una

### Televisión
América TV
- Sushi con champagne
- Paf
- Indomables
- Arde Troya
- Ran15[7]

Telefe
- Aunque usted no lo viera
- Teikirisi
- Zapping
- Línea de Tiempo

FX Latinoamérica
- La Chica FX[8]

Cartoon Network Latinoamérica
- 5 minutos más[9]

El Nueve
- Babylon

### Teatro
- Esquizopeña: Duele (2001) - Traductor de Bubba

### Podcast
- Exhumadores de historias
- Let's talk (Producido por DirecTV)
- Sanofi Vacunación

### Streaming
- Arroban FutbolShow

## Premios y distinciones
- 1998: Premios Broadcasting - Revelación - Diego Ripoll - Radio Del Plata - Nominado
- 2014: Premios Éter - Locutor AM/FM - Diego Ripoll - Basta de todo (Metro 95.1) - Nominado[10]
- 2017: Premios Martín Fierro - Labor locución masculina - Diego Ripoll - Basta de todo (Metro 95.1) - Ganador[11]
- 2019: Premios Martín Fierro - Labor locución masculina - Diego Ripoll - Basta de todo (Metro 95.1) - Nominado[12]